# Nowhere to Go but Up
Nowhere to Go but Up is het 39e studioalbum van de Amerikaanse indierockband Guided by Voices. Het album werd uitgebracht op 24 november 2023. Travis Harrison verzorgde de productie.

## Ontvangst
Fred Thomas van AllMusic merkte op dat ondanks het feit dat er in bijna 40 jaar 39 albums zijn afgeleverd, Guided by Voices nog steeds niet in herhaling valt. Volgens hem weet Nowhere to Go but Up zich te onderscheiden van de eerdere twee albums van 2023 met een kwalitatief hoogwaardige productie, vergelijkbaar met het niveau van Phil Spector. Echter, het duurt niet lang voordat het album terugkeert naar het opmerkelijke waar de band bekend om staat, met een lichte verwijzing naar progressieve rock. Paste riep op 22 november 2023 het album uit tot album van de week. Pat King benoemde eveneens de progressieve rock in de zin van tempowisselingen. Volgens hem weet de band een balans te creëren en past alles "gewoon" bij elkaar.

## Tracklist
| Nr. | Titel                            | Duur |
| --- | -------------------------------- | ---- |
| 1.  | The Race Is On, the King Is Dead | 3:30 |
| 2.  | Puncher’s Parade                 | 3:53 |
| 3.  | Local Master Airplane            | 2:16 |
| 4.  | How Did He Get Up There?         | 4:03 |
| 5.  | Stabbing at Fractions            | 2:48 |
| 6.  | Love Set                         | 3:54 |
| 7.  | We’re Going the Wrong Way In     | 2:31 |
| 8.  | Jack of Legs                     | 3:37 |
| 9.  | For the Home                     | 4:38 |
| 10. | Cruel for Rats                   | 3:02 |
| 11. | Song and Dance                   | 4:32 |

## Personeel
- Robert Pollard, zang
- Doug Gillard, gitaar
- Bobby Bare jr., gitaar
- Mark Shue, bas
- Kevin March, drums
- Travis Harrison, productie